# たんぽぽさんの詩
たんぽぽさんの詩（-うた）は、西岸良平原作の漫画である。祥伝社発行の隔週刊女性誌『微笑』に連載されていた。

## 概要
1話は4ページ（見開き2ページ）の短編漫画。基本的には1話完結型だが、引っ越しや人間関係など、話を越えて引き継がれる設定もある。全5集で完結。出版社やコミックスシリーズの変更が多々あり、様々な表紙カバーが存在する。

## あらすじ
おっちょこちょいのイラストレーターであるたんぽぽと、その夫のカメラマンである慎平、その一人娘の3人の生活を描いている。

## 登場人物
山田たんぽぽ
代々木乃デザインスクール出身のフリーイラストレーター。夫とはデザインスクールで知り合う。旧姓・野々村。天真爛漫な性格で貧乏を苦としていない。家事もするが、仕事が多いときは手を抜いたり、スミレに手伝ってもらうこともしばしば。
山田慎平
たんぽぽさんの夫で駆け出しのカメラマン。写真を撮る際には命がけの場合もあり、岸壁にロープ一本でぶら下がったり、噴火する火山で溶岩を避けながら撮影したりし、情熱は人一倍である。
山田スミレ
山田家の一人娘。幼児の頃から家事手伝いをしたり、たんぽぽさんのイラストを手伝ったりと、両親よりしっかりした一面を見せる。しかし、サンタクロースを信じるなど、子供らしい一面もある。
トラ
お金持ちの家で飼われていたトラネコだったが、夜逃げの際に置いてけぼりにされた。たんぽぽさんに拾われ、山田家に飼われることになる。超越した能力を持っており、話を追うごとに人間的な位置づけとなっていく。
山田洋平
月日が流れた最終話で登場する、山田家の長男。スミレと7,8歳離れている。
松本聖子
スミレの友達。三丁目の夕日でも同姓同名で登場している。